# Estadio Olímpico Camilo Cano
El Estadio Olímpico Camilo Cano es una instalación deportiva ubicada en la localidad española de La Nucía. El recinto forma parte de la Ciudad Deportiva Camilo Cano. El estadio es utilizado principalmente para la práctica de fútbol y atletismo y es sede del Club de Fútbol La Nucía que en la temporada 2024-25 milita en la Tercera RFEF. Además, funcionó como estadio temporal del Levante Unión Deportiva durante la parte final de la temporada 2019-20 de la Primera División de España. Ha sido sede del Campeonato de España de Atletismo en dos ocasiones (2019 y 2024).

## Historia
En 2017, la villa alicantina de La Nucía fue premiada como «Mejor Villa Europea del Deporte» por su política de mejoría de las instalaciones deportivas que incluyó un estadio de atletismo; el hotel-residencia para deportistas; el Bike Park y el Centro BTT. El año siguiente dieron inicio las obras de construcción del estadio de atletismo y fútbol para la localidad. Finalmente, el 25 de agosto de 2019 se inauguró el estadio de fútbol con un partido entre el Club de Fútbol La Nucía y la Unió Esportiva Cornellà.
Los días 31 de agosto y 1 de septiembre de 2019 el estadio acogió el Campeonato de España de Atletismo de 2019, que fue además el evento con el que se inauguró la pista de atletismo. Durante este campeonato Javier Cienfuegos rompió el récord de España de lanzamiento de martillo con un lanzamiento de 78,80m, aunque justo una semana después volvió a superar esa marca, a día de hoy sigue siendo el segundo lanzamiento más largo en España.  
En mayo de 2020 el estadio fue elegido por el Levante Unión Deportiva como su sede para la recta final de la temporada 2019-2020 de la Primera División, esto debido a obras de mejora en el Estadio Ciutat de València.
En mayo de 2022 se celebró en el Estadio Olímpico una gran competición internacional, el XIX Campeonato Iberoamericano de Atletismo, con la participación de 480 atletas de 24 países iberoamericanos.
El estadio acogió nuevamente el Campeonato de España de Atletismo de 2024, entre el 28 al 30 de junio de 2024.

## Instalaciones
El Estadio Olímpico Camilo Cano cuenta con una cancha de fútbol de césped natural con dimensiones de 105x68 metros, cuyas dimensiones son similares a las utilizadas en los estadios Santiago Bernabéu y Camp Nou. Por otro lado, el recinto tiene una pista de atletismo de ocho calles, en la cual se pueden practicar todas las competiciones de atletismo en diversas modalidades, en eventos de talla nacional e internacional. El estadio tiene capacidad para albergar a 5.000 espectadores.